# محمدصادق حسنی جوریابی
محمدصادق حسنی جوریابی نماینده مجلس دهم از شهر رشت در دوره دهم مجلس بود. وی دارای دکترای اقتصاد و از مدیران وزارت امور اقتصاد و دارائی بوده است. از دیگر سوابق وی می‌توان به: ریاست هیئت تکواندو گیلان، معاون مالی اداره راه و شهرسازی گیلان، معاون مالی اداره ورزش و جوانان گیلان و ذیحساب در دستگاههای مرکزی اشاره کرد. وی در انتخابات مجلس یازدهم شکست سنگینی خورد بطوری که نفر هشتم انتخابات شد و فقط ۵ درصد آرا را کسب کرد و محمدرضا احمدی سنگری جایگزین وی شد.

## مدارک تحصیلی
- دکترای اقتصاد
- کارشناس ارشد مدیریت مالی
- کارشناس حسابداری
- دانشجوی ارشد علوم سیاسی

## پست های سازمانی
- ذیحساب و مدیر مالی سازمان توسعه صنایع معدنی کل کشور
- ذیحساب و مدیر مالی سازمان ایرانگردی و جهانگردی کل کشور

## سوابق کاری گذشته
- ذیحساب و مدیر مالی شرکت آب منطقه ای تهران
- ذیحساب و مدیر مالی سازمان آموزش و پرورش استان گیلان
- ذیحساب و مدیر مالی اداره کل راه و شهرسازی استان گیلان
- ذیحساب و مدیر مالی اداره کل ورزش و جوانان استان گیلان
- ذیحساب و مدیر مالی اداره کل استاندارد و تحقیقات صنعتی استان گیلان
- ذیحساب و مدیر مالی اداره کل صنایع و معادن استان گیلان
- ذیحساب و مدیر مالی اداره کل فنی و حرفه ای استان گیلان
- نماینده مردم رشت در دهمین دوره مجلس شورای اسلامی

## انتخابات مجلس دهم
محمدصادق حسنی نامزد لیست ائتلاف امید (لیست امید در انتخابات شوراهای شهر و روستا)، بود و توانست به مجلس دهم راه یابد. محمدرضا عارف به عنوان یکی از شخصیت‌های برجسته اصلاح‌طلبان برای کمپین انتخاباتی او در رشت سخنرانی کرد.
در انتخابات دوره یازدهم وی نتوانست رای مردم رشت را بدست بیاورد و از رفتن به بهارستان بازماند.